# Bengal Army
Il Bengal Army (in italiano: Esercito del Bengala) era l'esercito della cosiddetta Presidenza del Bengala, una delle tre entità amministrative ("Presidenze", in inglese: Presidencies) in cui era suddiviso nel XIX secolo il territorio dell'India britannica.
Nella prima fase della dominazione britannica i tre eserciti delle Presidenze, il Bengal Army, il Bombay Army e il Madras Army, appartenevano ufficialmente, come le stesse Presidenze amministrative, alla Compagnia britannica delle Indie orientali, fino al Government of India Act 1858 che stabilì, in seguito ai drammatici eventi della Ribellione indiana del 1857, lo scioglimento della Compagnia delle Indie e il trasferimento delle tre Presidenze e dei tre rispettivi eserciti, direttamente sotto l'autorità dell'Impero britannico.
Nel 1895 i tre eserciti, compreso il Bengal Army, furono aggregati insieme per formare il British Indian Army.
Nel primo periodo della sua esistenza, il Bengal Army, i cui sepoy erano reclutati soprattutto tra la razza marziale Rajput, era il più grande e potente dei tre eserciti della Compagnia delle Indie e svolse un ruolo decisivo nelle guerre di espansione contro Sikh e Afghani. Nel 1857 furono soprattutto i sepoys del Bengal Army che si ammutinarono in massa all'inizio della ribellione e che costituirono le forze principali degli insorti contro il dominio britannico.

## Storia

### Origini
Il Bengal Army prese origine ufficialmente con la costituzione nel 1756 di un primo reggimento di fanteria europeo (metropolitano) nei territori dei possedimenti britannici. In realtà la Compagnia delle Indie orientali aveva in precedenza organizzato e schierato nel Bengala una piccola forza armata di mercenari olandesi ed euroasiatici che peraltro era stata distrutta nei combattimenti contro il Nawab del Bengala che il 30 giugno del 1756 aveva conquistato Calcutta.

### Al servizio della Compagnia delle Indie orientali
Nel 1757 venne creato il battaglione Lal Paltan, che fu la prima unità militare di sepoy reclutata localmente nei territori del Bengala. Questo primo reparto di sepoys venne principalmente costituito con soldati nativi Bhumihar, Rajput e Pathan, provenienti in gran parte dal Bihar e dall'Oudh, che avevano prestato servizio nell'esercito del Nawab. Nonostante il suo nome ufficiale, la Bengal Army non era costituito da sepoys provenienti effettivamente dal territorio del Bengala moderno.

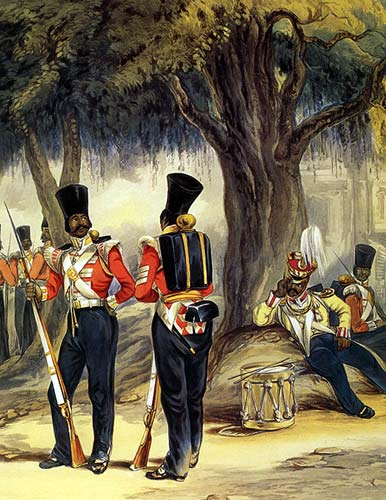
Sepoy della Bengal Army nella prima metà dell'Ottocento.

Addestrate e equipaggiati secondo i metodi e i regolamenti previsti dall'Esercito britannico, queste forze sepoy mostrarono per la prima volta il loro valore nella battaglia di Plassey del 1757 e negli anni seguenti, fino al 1764, la Compagnia delle Indie arruolò altri 20 battaglioni indiani. Le autorità britanniche continuarono ad espandere sistematicamente la Bengal Army che nel 1796 era formata da tre battaglioni di artiglieria europea (britannica), tre reggimenti di fanteria europea, dieci reggimenti di cavalleria indiana e dodici reggimenti, ciascuno con due battaglioni, di fanteria sepoys, la cosiddetta Bengal Native Infantry
Nel 1824 la Bengal Army venne ampiamente riorganizzata; la fanteria regolare sepoy venne raggruppata in 68 reggimenti Bengal Native Infantry, ognuno formato da un solo battaglione, numerati in ordine crescente sulla base della loro data ufficiale di costituzione. Altri nove reggimenti sepoy furono successivamente arruolati, mentre tra il 1826 e il 1843 alcuni reparti già esistenti vennero sciolti. Al momento della prima guerra anglo-afghana (1839-1842), la Bengal Army aveva ormai raggiunto un ruolo dominante nell'ordine di battaglia delle forze a disposizione della Compagnia delle Indie orientali. L'esercito del Bengala infatti era costituito da 74 battaglioni di fanteria regolare sepoy Bengal Native Infantry, mentre il Madras Army aveva 52 battaglioni e il Bombay Army solo 26 battaglioni; erano presenti nel subcontinente indiano anche 24 battaglioni dell'esercito britannico. I sepoy della Bengal Army erano inoltre più alti e maggiormente prestanti fisicamente dei soldati dei reparti di truppe indiane meridionali ed erano altamente considerati dal punto di vista dell'efficienza militare dalle autorità militari britanniche che assegnavano la massima importanza alle caratteristiche fisiche dei soldati a disposizione.
Durante gli anni 1840, nella Bengal Army vennero costituite le prime unità di fanteria e cavalleria irregolare. Questi reparti erano formazioni stabilmente organizzate ma con minore addestramento formale e con un numero inferiore di ufficiali britannici rispetto ai battaglioni regolari sepoys della Bengal Native Infantry. La principale fonti di reclutamento rimanevano le caste superiori Brahmin e Rajput del Bihar e dell'Oudh anche se otto reggimenti di cavalleria regolare era formati principalmente con Pathan musulmani (sowars). Durante gli anni 1840 e l'inizio degli anni 1850 un certo numero di Gurkha nepalesi e Sikh del Punjab furono aggregati al Bengal Army; questi sepoys Gurkha e Sikh erano generalmente inseriti in unità distinte ma in alcuni casi erano anche incorporati all'interno degli esistenti reggimenti di Bengal Infantry.

### La ribellione del 1857
All'interno della Bengal Army erano presenti principalmente sepoy di religione hindu, che predominavano nettamente tra gli 84 reggimenti di fanteria e cavalleria regolare; i musulmani invece costituivano larga parte dei 18 reparti di cavalleria irregolare. I sepoys era profondamente legati alla proprietà fondiaria e alle tradizioni della società indiana; nei primi anni della sua esistenza, la Compagnia delle Indie tollerò e in parte anche incoraggiò il mantenimento dei privilegi di casta e di costumi all'interno della Bengal Army che reclutava i suoi soldati regolari quasi esclusivamente tra i proprietari terrieri Brahmin e Rajput del Bihar e dell'Oudh. Questi sepoys erano conosciuti anche come Purbiya. Dal 1840 in avanti questi privilegi e tradizioni iniziarono ad essere minacciati dal processo di modernizzazione attivato dalle autorità britanniche a Calcutta; i sepoy erano profondamente legati al loro grande prestigio e stato sociale rituale ed erano estremamente sensibili a quelli che potevano essere percepiti come tentativi di mettere in discussione la situazione di fatto.

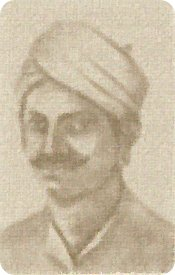
Il sepoy Mangal Pandey, del 34° Bengal Native Infantry, si ribellò per primo il 29 marzo 1857.

I sepoys della Bengal Army inoltre divennero gradualmente sempre più insoddisfatti di altri aspetti della vita militare all'interno dell'esercito della Compagnia delle Indie. La loro paga era relativamente bassa e dopo che l'Oudh e il Punjab furono annessi nei possedimenti britannici, i soldati indiani non ricevettero più un premio extra (la cosiddetta batta o bhatta) per aver prestato servizio in queste regioni che non erano più considerate "missioni all'estero". Nel 1856 la Compagnia delle Indie promulgò un nuovo Enlistment Act che allarmò fortemente i sepoys; esso prevedeva in teoria che ogni unità del Bengal Army avrebbe potuto essere inviata in missione anche oltremare. Anche se il decreto legislativa avrebbe dovuto applicarsi solo alle nuove reclute, i sepoys già in servizio temevano che la legge avrebbe potuto essere ugualmente applicata retroattivamente anche a loro. Un hindu delle caste superiori che avesse dovuto viaggiare nelle disagevoli condizioni di una nave da trasporto truppe non avrebbe potuto mangiare il suo cibo e non avrebbe potuto seguire i suoi rituali, rischiando in questo modo di perdere i suoi privilegi di casta.

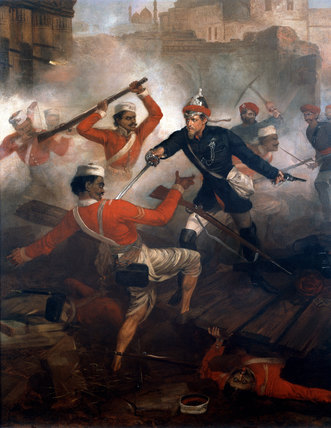
Sepoys ribelli in combattimento con truppe britanniche durante la ribellione indiana del 1857.

All'inizio del 1857 la tensione crebbe ancora e alcuni incidenti precedettero l'esplosione della grande ribellione dei sepoys che avrebbe avuto inizio nel maggio 1857. A febbraio 1857 sorse il famoso problema del nuovo munizionamento per i fucili Enfield fornito alle truppe dell'esercito indiano. Il 26 febbraio i sepoys del 19° Bengal Native Infantry manifestarono grande preoccupazione per le nuove cartucce in distribuzione al reparto che, secondo notizie che si diffusero rapidamente, sarebbero state preparate con carta ingrassata con carni bovine e suine. I sepoy avrebbero dovuto aprire con i denti le nuove cartucce e quindi sarebbero venuti a contatto con componenti delle carni dei due animali rituali sacri alle religioni hindu e musulmana; questo timore urtò enormemente la sensibilità religiosa dei soldati indiani. Dopo la drammatica ribellione del sepoy Mangal Pandey del 34° Bengal Native Infantry nel terreno di manovra di Barrackpore, vicino a Calcutta, iniziata il 29 marzo 1857, la rivolta della Bengal Army esplose e si diffuse rapidamente nel mese di maggio 1857, mettendo in grande difficoltà l'apparato amministrativo della Compagnia delle Indie e i deboli reparti britannici presenti in India.
La grande maggioranza dell'esercito del Bengala si ribellò e partecipò alla rivolta contro le autorità britanniche; secondo William Dalrymple su 139.000 sepoys effettivi nell'armata, solo circa 7.000 rimasero fedeli alla Compagnia delle Indie e non aderirono alla ribellione. In totale 64 reggimenti regolari di fanteria e cavalleria della Bengal Army si ammutinarono durante la rivolta indiana del 1857-1859 o furono sciolti dalle autorità in quanto la loro fedeltà era considerata estremamente dubbia. La ribellione venne sconfitta dopo battaglie sanguinose, rappresaglie massicce e atti di crudeltà di entrambe le parti, con l'impiego da parte britannica contro i sepoys ammutinati, di reparti anglo-indiani fedeli, trasferiti d'urgenza soprattutto dal Punjab e dalla frontiera afghana.

## I reggimenti di fanteria della Bengal Army al momento della ribellione indiana
| Elenco completo dei reggimenti di fanteria nativa                 | Elenco completo dei reggimenti di fanteria nativa                                                  |
| Denominazione ufficiale del reggimento nel 1857                   | Comportamento durante la ribellione indiana                                                        |
| ----------------------------------------------------------------- | -------------------------------------------------------------------------------------------------- |
| 1st Regiment of Bengal Native Infantry                            | Ammutinato a Cawnpore                                                                              |
| 2nd (Grenadiers) Regiment of Bengal Native Infantry               | Disarmato a Barrackpore                                                                            |
| 3rd Regiment of Bengal Native Infantry                            | Ammutinato a Phillour – alcuni reparti fedeli aggregati al The Loyal Purbiah Regiment              |
| 4th Regiment of Bengal Native Infantry                            | Disarmato a Kangra e Noorpore                                                                      |
| 5th Regiment of Bengal Native Infantry                            | Ammutinato a Umballah                                                                              |
| 6th Regiment of Bengal Native Infantry                            | Ammutinato a Allahabad e Futtehpore                                                                |
| 7th Regiment of Bengal Native Infantry                            | Ammutinato a Dinapore                                                                              |
| 8th Regiment of Bengal Native Infantry                            | Ammutinato a Dinapore                                                                              |
| 9th Regiment of Bengal Native Infantry                            | Ammutinato a Allygurh, Boolunshuhur, Etawah e Mynpoorie                                            |
| 10th Regiment of Bengal Native Infantry                           | Ammutinato a Futtehgurh                                                                            |
| 11th Regiment of Bengal Native Infantry                           | Ammutinato a Meerut                                                                                |
| 12th Regiment of Bengal Native Infantry                           | Ammutinato a Jhansi e Nowgong                                                                      |
| 13th Regiment of Bengal Native Infantry                           | Ammutinato a Lucknow                                                                               |
| 14th Regiment of Bengal Native Infantry                           | Ammutinato a Jhelum                                                                                |
| 15th Regiment of Bengal Native Infantry                           | Ammutinato a Nusseerabad                                                                           |
| 16th (Grenadiers) Regiment of Bengal Native Infantry              | Disarmato a Goojerat e Lahore                                                                      |
| 17th Regiment of Bengal Native Infantry                           | Ammutinato a Azimghur                                                                              |
| 18th Regiment of Bengal Native Infantry                           | Ammutinato a Bareilly                                                                              |
| 19th Regiment of Bengal Native Infantry                           | Sciolto a Barrackpore                                                                              |
| 20th Regiment of Bengal Native Infantry                           | Ammutinato a Meerut                                                                                |
| 21st Regiment of Bengal Native Infantry                           | Rimasto fedele – trasformato in 1st Bengal Native Infantry                                         |
| 22nd Regiment of Bengal Native Infantry                           | Ammutinato a Fyzabad e Oude                                                                        |
| 23rd Regiment of Bengal Native Infantry                           | Ammutinato a Mhow                                                                                  |
| 24th Regiment of Bengal Native Infantry                           | Disarmato a Peshawur                                                                               |
| 25th Regiment of Bengal Native Infantry (Volunteers)              | Disarmato a Benares                                                                                |
| 26th Regiment of Bengal Native (Light) Infantry                   | Ammutinato a Lahore                                                                                |
| 27th Regiment of Bengal Native Infantry                           | Disarmato a Peshawur                                                                               |
| 28th Regiment of Bengal Native Infantry                           | Ammutinato a Shahjehanpore                                                                         |
| 29th Regiment of Bengal Native Infantry                           | Ammutinato a Moradabad                                                                             |
| 30th Regiment of Bengal Native Infantry                           | Ammutinato a Ajmer, Jeypore e Nusseerabad                                                          |
| 31st Regiment of Bengal Native (Light) Infantry                   | Rimasto fedele – trasformato in 2nd Bengal Native Light Infantry                                   |
| 32nd Regiment of Bengal Native Infantry                           | Ammutinato a Deogurh – alcuni reparti fedeli trasformati in 3rd Bengal Native Infantry             |
| 33rd Regiment of Bengal Native Infantry                           | Disarmato a Phillour – alcuni reparti fedeli trasformati in 4th Bengal Native Infantry             |
| 34th Regiment of Bengal Native Infantry                           | Sciolto a Barrackpore                                                                              |
| 35th Regiment of Bengal Native (Light) Infantry                   | Disarmato a Phillour                                                                               |
| 36th Regiment of Bengal Native Infantry (Bengal Volunteers)       | Ammutinato a Jullundur – alcuni reparti fedeli aggregati al The Loyal Purbiah Regiment             |
| 37th Regiment of Bengal Native Infantry (Bengal Volunteers)       | Ammutinato a Benares                                                                               |
| 38th Regiment of Bengal Native Light Infantry (Bengal Volunteers) | Ammutinato a Delhi                                                                                 |
| 39th Regiment of Bengal Native Infantry (Bengal Volunteers)       | Disarmato a Dera Ishmael Khan                                                                      |
| 40th Regiment of Bengal Native Infantry (Volunteers)              | Ammutinato a Dinapore                                                                              |
| 41st Regiment of Bengal Native Infantry                           | Ammutinato a Seetapore                                                                             |
| 42nd Regiment of Bengal Native (Light) Infantry                   | Ammutinato a Saugor – alcuni reparti fedeli trasformati in 5th Bengal Native (Light) Infantry      |
| 43rd Regiment of Bengal Native (Light) Infantry                   | Disarmato a Barrackpore – lalcuni reparti fedeli trasformati in 6th Bengal Native (Light) Infantry |
| 44th Regiment of Bengal Native Infantry                           | Disarmato e sciolto a Agra e Muttra                                                                |
| 45th Regiment of Bengal Native Infantry                           | Ammutinato a Ferozepore                                                                            |
| 46th Regiment of Bengal Native Infantry                           | Ammutinato a Sealkote                                                                              |
| 47th Regiment of Bengal Native Infantry (Volunteers)              | Disarmato a Mirzapore – alcuni reparti fedeli trasformati in 7th Bengal Native Infantry            |
| 48th Regiment of Bengal Native Infantry                           | Ammutinato a Lucknow                                                                               |
| 49th Regiment of Bengal Native Infantry                           | Ammutinato a Lahore                                                                                |
| 50th Regiment of Bengal Native Infantry                           | Ammutinato a Nagode                                                                                |
| 51st Regiment of Bengal Native Infantry                           | Ammutinato aPeshawur                                                                               |
| 52nd Regiment of Bengal Native Infantry                           | Ammutinato a Jubbulpore                                                                            |
| 53rd Regiment of Bengal Native Infantry                           | Ammutinato a Cawnpore e Oorie                                                                      |
| 54th Regiment of Bengal Native Infantry                           | Ammutinato a Delhi                                                                                 |
| 55th Regiment of Bengal Native Infantry                           | Ammutinato a Nowshera                                                                              |
| 56th Regiment of Bengal Native Infantry                           | Ammutinato a Banda e Cawnpore                                                                      |
| 57th Regiment of Bengal Native Infantry                           | Ammutinato Ferozepore                                                                              |
| 58th Regiment of Bengal Native Infantry                           | Disarmato a Rawul Pindee                                                                           |
| 59th Regiment of Bengal Native Infantry                           | Disarmato a Umritsur – alcuni reparti fedeli trasformati in 8th Bengal Native Infantry             |
| 60th Regiment of Bengal Native Infantry                           | Ammutinato a Rohtuck                                                                               |
| 61st Regiment of Bengal Native Infantry                           | Ammutinato a Jullundur – alcuni reparti fedeli aggregati al The Loyal Purbiah Regiment             |
| 62nd Regiment of Bengal Native Infantry                           | Ammutinato a Mooltan                                                                               |
| 63rd Regiment of Bengal Native Infantry                           | Disarmato a Berhampore – alcuni reparti fedeli trasformati in 9th Bengal Native Infantry           |
| 64th Regiment of Bengal Native Infantry                           | Disarmato a Barrah, Fort Mackeson e Peshawur                                                       |
| 65th Regiment of Bengal Native Infantry (Volunteers)              | Disarmato a Ghazeepore – alcuni reparti fedeli trasformati in 10th Bengal Native Infantry          |
| 66th (Goorkha) Regiment of Bengal Native Infantry                 | Rimasto fedele – trasformato in 1st Goorkha Regiment                                               |
| 67th Regiment of Bengal Native Infantry (Volunteers)              | Disarmato e sciolto a Agra e Muttra                                                                |
| 68th Regiment of Bengal Native Infantry (Volunteers)              | Ammutinato a Bareilly                                                                              |
| 69th Regiment of Bengal Native Infantry                           | Disarmato a Multan                                                                                 |
| 70th Regiment of Bengal Native Infantry                           | Disarmato a Barrackpore – alcuni reparti fedeli trasformati in 11th Bengal Native Infantry         |
| 71st Regiment of Bengal Native Infantry                           | Ammutinato a Lucknow                                                                               |
| 72nd Regiment of Bengal Native Infantry                           | Ammutinato a Neemuch                                                                               |
| 73rd Regiment of Bengal Native Infantry                           | Ammutinato a Dacca                                                                                 |
| 74th Regiment of Bengal Native Infantry                           | Ammutinato a Delhi                                                                                 |

### Dopo la ribellione
Dal 1858 in avanti, le autorità britanniche ridussero fortemente la presenza nella Bengal Army ricostituita, dei sepoys hindu provenienti dalla caste più elevate che erano state considerati i principali responsabili della ribellione del 1857. La nuova Bengal Army era meno omogenea dal punto di vista etnico e culturale essendo costituita in gran parte questa volta da musulmani del Punjab, Sikh, Gurkha, Beluci e Pathan. Rimasero tuttavia a far parte del nuovo esercito anche dodici reggimenti di Bengal Native Infantry preesistenti alla ribellione del 1857 che mantennero la loro area di reclutamento, le tradizioni e le uniformi dei vecchi reparti della Bengal Army
Nel 1895 il sistema delle tre armate separate collegate alle Presidenze venne abolito e il British Indian Army fu completamente riorganizzato e suddiviso in quattro strutture di comando territoriali, ognuna guidata da un tenente generale. Ufficialmente quindi la Bengal Army cessò di esistere e venne al suo posto costituito il "Bengal Command"; gli altri quattro organismi di comando furono il "Madras Command", che comprendeva anche la Birmania, il "Punjab Command", che includeva la frontiera nord-occidentale del dominio britannico, e il "Bombay Command" che era responsabile anche per il possedimento di Aden.

## Struttura

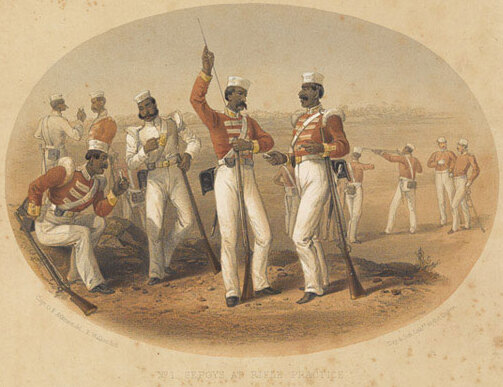
Un gruppo di Sepoys in una pausa dell'addestramento al tiro con fucile.

### Cavalleria

#### Reggimenti regolari
- Guardie del corpo del Governatore Generale
- Dal 1º al 10º reggimento Bengal Light Cavalry. Otto di questi reggimenti regolari si ribellarono e due furono sciolti nel 1857-1858; di conseguenza nessuno di essi rimase attivo nel Bengal Army dopo l'ammutinamento[14]
- Dal 1º al 4º reggimento Bengal European Light Cavalry. Questi reparti furono reclutati affrettatamente in Gran Bretagna nel novembre 1857 per sostituire gli otto reggimenti di Bengal Light Cavalry che si erano ammutinati. Il termine "European", presente nella denominazione dei reparti, evidenziava come essi fossero costituiti da soldati bianchi e non da sowar indiani. Nel 1861 tutti e quattro i reggimenti furono assegnati al British Army con la denominazione di 19th, 20th e 21st Hussars[15]

#### Unità irregolari
- 1st Irregular Cavalry (Skinner's Horse)
- Dal 2º al 18º reggimento Irregular Cavalry
- Jodhpore Legion Cavalry
- Bundelkhand Legion Cavalry
- Gwalior Contingent Cavalry
- Kotah Contingent Cavalry
- Bhopal Contingent Cavalry
- United Malwa Contingent Cavalry
- Ramgarh Irregular Cavalry
- Nagpore Irregular Cavalry
- Dal 1º al 3º reggimento Irregular Cavalry dello Oudh
- 1º, 2º e 3º reggimento Hodson's Horse
- Dal 1º al 4º reggimento Sikh Irregular Cavalry
- The Jat Horse Yeomanry
- Rohilkhand Horse
- The Muttra Horse
- Alexander's Horse
- Barrow's Volunteers
- Behar Irregular Cavalry
- Belooch Horse
- Benares Horse
- Bengal Yeomanry Cavalry
- Calcutta Volunteer Guards
- De Kantzow's Irregular Cavalry
- Graham's Horse
- 2nd Gwalior Cavalry
- 2nd Gwalior Mahratta Horse
- H.H. The Guicowar's Horse
- Jackson's Volunteer Horse
- Jellandhar Cavalry
- Lahore Light Horse
- 1st Mahratta Horse
- Meerut Light Horse
- Peshawar Light Horse
- Rajghazi Volunteer Cavalry
- The Volunteer Cavalry
- Lind's and Cureton's Risalahs of Pathan Horse
- 2nd Mahratta Horse
- Fane's Horse
- Corps of Guides, Punjab Irregular Force
- Dal 1º al 5º reggimento Cavalry of the Punjab Irregular Force

### Artiglieria
- Bengal Horse Artillery
- Bengal European Foot Artillery
- Bengal Native Foot Artillery
- Punjab Horse Artillery, Punjab Irregular Force

### Genieri
- Corpo dei Bengal Sappers and Miners
- Sebundy Sappers and Miners

### Fanteria

#### Reggimenti regolari

##### Reggimenti bianchi (britannici)
- 1st Bengal (European) Fusiliers
- 2nd Bengal (European) Fusiliers
- 3rd Bengal (European) Light Infantry
- 4º, 5º e 6º reggimento Bengal European Infantry

##### Reggimenti nativi (indiani)
- 1º reggimento Punjab Bengal Native Infantry
- Dal 2º al 74º reggimento di Bengal Native Infantry (incluso il 66º reggimento Gurkha). Di questi reggimenti regolari, solo dodici (21°, 31°, 32°, 33°, 42°, 43°, 47°, 59°, 63°, 65°, 66° e 70° Bengal Native Infantry) non si ammutinarono o non furono sciolti durante la rivolta indiana del 1857 e quindi sopravvissero nell'esercito anglo-indiano ricostituito dopo la ribellione[16]. Questi reparti superstiti mantennero un certo numero di tradizioni reggimentali della "vecchia" Bengal Army, tra cui la classica giubba rossa. Gli altri reggimenti appartenenti alla "nuova" Bengal Army derivarono da unità irregolari già esistenti all'epoca della ribellione e da reparti costituiti da Sikh, Punjab e Gurkha. Inoltre reparti locali, leve improvvisate e battaglioni di polizia coloniale, arruolati frettolosamente per fronteggiare la rivolta del 1857, furono trasformati in parte in nuovi reggimenti regolari di fanteria. In questo modo la nuova Bengal Army ebbe a disposizione in totale, dopo la ribellione, 49 reggimenti regolari di fanteria[16].

#### Unità irregolari
- The Alipore Regiment
- The Ramgarh Light Infantry
- 3rd Local Battalion
- The Sirmoor Rifle Regiment
- The Kamaoon Battalion
- 1st Assam Light Infantry
- 11th Sylhet Local Light Infantry
- The Mhairwara Battalion
- 2nd Assam Light Infantry
- Joudpore Legion
- Oudh Irregular Force
- Narbudda Sebundy Corps
- Shekhawati Battalion
- Harianna Light Infantry
- Regiment of Khelat-i-Gilzie
- Malwa Bheel Corps
- Kotah Contingent
- Mehidpore Contingent
- Gwalior Contingent
- Malwa Contingent
- Bhopal Contingent
- Regiment of Ferozepore
- Regiment of Ludhiana
- Camel Corps
- Nusseree Battalion
- Nagpore Irregular Force
- Deoli Irregular Force
- Regiment of Lucknow
- Mhair Regiment
- Kamroop Regiment
- Landhoor Rangers
- Kuppurthala Contingent
- 1st and 2nd Gwalior Regiments
- Allahabad Levy
- Shahjehanpur Levy
- Cawnpore Levy
- Fatehgarh Levy
- Moradabad Levy
- Mynpoorie Levy
- Sealkote Infantry Levy
- Bareilly Levy
- Goojramwallah Levy
- Meerut Levy
- Kumaon Levy
- Agra Levy
- Cole and Sonthal Levy
- Rajpoot Levy
- Loyal Purbeah Regiment
- Corpo delle Guide, Punjab Irregular Force
- Dal 1º al 4º reggimento Sikh Infantry della Punjab Irregular Force
- Dal 1º al 6º reggimento Punjab Infantry della Punjab Irregular Force
- Dal 7º al 24º reggimento Punjab Infantry, di cui il 15° e il 24° erano reparti genieri